# Ален д’Альбре
Ален д’Альбре «Великий» (фр. Alain de Albret dit le Grand; 1440 — 1522) — сеньор д’Альбре, виконт де Тартас, граф де Гор и де Кастр, граф Перигора и виконт Лиможа.

## Биография
Ален был сыном Екатерины де Роган и Жана I д’Альбре. Внук и наследник Карла II д’Альбре, он в 1471 году стал главой дома д’Альбре.
20 января 1462 Ален женился на Франсуазе де Блуа-Шатийон (1455/56 — 1481), графине де Перигор, виконтессе Лиможа, дочери Гильома IV де Блуа-Шатийон, де Бретань и Изабель де Ла Тур д’Овернь. Его жена принесла ему в наследство графство Перигор, виконтство Лимож и определённые права на наследование Бретани.
В 1480-е гг. Ален бросил все силы на то, чтобы предотвратить присоединение Бретани к королевскому домену, рассчитывая на руку юной принцессы Анны Бретонской. В ходе т. н. безумной войны он был разбит битве при Сент-Обен-дю-Кормье, но спасся от плена бегством. После добровольной сдачи королевским войскам города Нанта был награждён саном королевского наместника Бретани, однако сохранял его недолго.
В 1494 году получил от мужа своей сестры Боффиля де Жюжа графство Кастр, которым владел до 1519 года, когда оно было конфисковано королём.

## Брак и дети
От брака с Франсуазой имел четверых детей:
- Жан II д’Альбре (1469 — 14 июня 1516, Ласкар), король Наварры;
- Луиза (ум. 21 августа 1531) — виконтесса Лиможа, дама д’Авен и де Ландреси. Муж (9.12.1495): Шарль I де Крой, принц де Шиме (1455—1527)
- Изабель (?) — муж с 1494, Гастон II де Фуа-Кандаль (1448—1500), капталь де Бюш, граф де Кандаль и де Бенож, виконт де Кастийон, барон де Доази.
- Шарлотта (1480 — 11 марта 1514) — герцогиня Валентинуа, дама де Шалюс; муж — с 1499 Чезаре Борджа, герцог Урбино и Валантинуа, граф де Диуа, герцог валансский и романьольский, принц Андрии и Венафра, граф дийосский, правитель Пьомбино, Камерино и Урбино, гонфалоньер и генерал-капитан Святой церкви.